# 富士フェニックス短期大学
富士フェニックス短期大学（ふじフェニックスたんきだいがく、英語: Fuji Phoenix College）は、静岡県御殿場市水土野81-1に本部を置いていた日本の私立大学である。1992年に設置され、2007年に廃止された。大学の略称は短大。

## 概要
- 静岡県御殿場市に所在した日本の私立短期大学で、設置主体は学校法人加藤学園。
- 2学科で入学総定員200名体制で1992年に開学[1]。
- 本大学の象徴である「フェニックス」とは日本語で不死鳥の意を持つ。しかしながら学生募集に苦心し 2000年度入学生より1学科に縮小、 2003年度の入学生を最後に[注釈 1]、2007年に短期大学としての使命を終える[2]。

## 教育および研究
- 富士フェニックス短期大学の日本語日本文学科では、学科独自のイベントとして軽井沢をはじめとした文学者ゆかりの地を歩み学ぶ研修旅行が実施されていた[3]。英語英米文学科では、英米文学を通して英米文化圏の歴史・文化・国民性を理解するための教育が重視されていた。また、多方面に英語を理解するために、会話・ヒアリングなどの力を向上するための「オーラルコミュニケーション」科目も重要視されていた[3]。

## 沿革
- 1926年 - 沼津淑徳女学院を創設する。
- 1990年
  - 8月頃 富士ソフィア短期大学[注 1]という名称で1992年に開学を目指す[4]。
- 1991年
  - 6月 富士フェニックス短期大学に名称変更する[注 2]
  - 12月20日 左記を以て文部省[注 3]より短期大学の設置が認可される[7]。
- 1992年
  - 4月1日 富士フェニックス短期大学が以下の学科体制にて開学する。
    - 日本語日本文学科 入学定員100名[8]
    - 英語英米文学科 入学定員100名[8]

  - 5月1日 学生数[9]/入学定員
    - 日本語日本文学科 女129/100
    - 英語英米文学科 女116/100

  - 10月2日 第29回日本英学史学会全国大会が当短期大学で行われる[10]
- 1997年　
  - 4月1日 男女共学となる[注 4]
- 1999年
  - 4月1日 日本語日本文学科の学生募集が最終となる[注 5]
  - 5月1日 学生数/定員
    - 日本語日本文学科 175[注 6]/200
    - 英語英米文学科 131[注 7]/200

  - 9月14日 学生募集の受付停止を発表

- 2000年
  - 富士フェニックス大学の団体交渉の場において理事会側が月末までの大幅な整理解雇を通告[13]
- 2001年 - 学校法人加藤学園が、同住所にて加藤Lynnカレッジを設立

- 2003年
  - 4月1日 この年度で学生募集を最終とする[注釈 1]。
- 2004年
  - 3月31日 左記を以て日本語日本文学科が正式に廃止される[14]。
- 2005年 - 在籍する学生がいなくなる。
- 2007年
  - 4月27日 - 正式に廃校[2]。

## 基礎データ

### 所在地
- 静岡県御殿場市水土野81-1
  - JR御殿場線御殿場駅より富士急行バス「短大前」停留所が最寄りとなっていた[15]。

### 象徴
- 富士フェニックス短期大学のカレッジマークは不死鳥をイメージしたものとなっていた[16]

### 学科
- 日本語日本文学科入学定員100名[注 8]
- 英語英米文学科 入学定員100名[注 9]

### コース
- 言語・文化コース
- 留学・進学コース
- ビジネスキャリアコース
- 国際観光コース

### 研究
- 『富士フェニックス論叢』[19]ほか。

### 部活動・クラブ活動・サークル活動
- 富士フェニックス短期大学で活動していたクラブ活動[3]
  - 体育系：スキー・乗馬・ゴルフ・ダンス・アウトドア・球技・テニス・スケート・水泳ほか
  - 文化系：英会話・ワープロ・茶道・野鳥観察・演劇・吹奏楽・考古学・美術・漫画ほか

### 学園祭
- 富士フェニックス短期大学の学園祭は「鳳凰祭」と呼ばれた[要出典]。

## 施設

### キャンパス
- 設備：体育館・図書館・LL教室・OA教室などが完備されていた[20]

廃校後も加藤学園御殿場キャンパスとして利用されている。テレビ番組・ドラマのロケ地としても度々使用されている。
- 右記の資料も参照[21]。

## 関係する学校

### 他大学との協定
- リン大学

### 系列校
- 加藤学園高等学校
- 加藤学園暁秀初等学校
- 加藤学園暁秀中学校・高等学校
- 加藤学園幼稚園

## ロケ地
- 1998年（平成10年）1月10日にMBS制作・TBS系列で放送されたウルトラマンダイナ第18話『闇を呼ぶ少女たち』で、「聖南女子学園」という架空の女子高のロケ地として建物が使用された。
- 閉学直前の2006年（平成18年）12月31日に日本テレビ系列で放送された『ダウンタウンのガキの使いやあらへんで!!大晦日年越しスペシャル 絶対に笑ってはいけない警察24時!!』で「しゃくれ警察署」という架空の警察署のロケ地として建物が使用された。廃校後も跡地は『ダウンタウンのガキの使いやあらへんで!!大晦日年越しスペシャル 絶対に笑ってはいけない地球防衛軍24時』において、「ガースー黒光り地球防衛軍」本部という施設のロケ地に使われている。
- 2010年、シバトラ〜さらば、童顔刑事スペシャル〜 で少年刑務所から逃げた倉田が事件を起こした高校として使用された[22]。
- 2012年（平成24年）1月11日から3月28日に日本テレビで放送された『数学♥女子学園』では「私立町田数学専門高等学校」という架空の高校のロケ地として建物が使用された。
- 校則アイドル〜淑女の学園〜（2017年9月3日、MBS） で舞台となる女子高ロケ地として使用された。

## 卒業後の進路

### 就職
- 静岡トヨタ自動車・中部銀行・大昭和製紙・スルガ銀行・中部電力・三菱マテリアル・日本電気ホームエレクトロニクスなど[3]。

### 編入学・進学
- リン大学[3]・江戸川大学・聖徳大学・相模女子大学・常葉大学・浜松大学・京都精華大学・追手門学院大学・常葉学園大学など[23]